# كيسي روجرز
كيسي روجرز (بالإنجليزية: Kasey Rogers)‏؛ (15 ديسمبر 1925 - 6 يوليو 2006)، ممثلة أمريكية. كانت بدايتها في عام 1949، مثلت العديد من الأدوار في السينما الأمريكية ولم تعرف إلى في الغرب، وقد توفيت عن ناهز 81 عاماً بعد مشوار فني دام 51 عاماً.

## وصلات خارجية
- كيسي روجرز على موقع IMDb (الإنجليزية)
- كيسي روجرز على موقع ألو سيني (الفرنسية)
- كيسي روجرز على موقع أول موفي (الإنجليزية)
- كيسي روجرز على موقع قاعدة بيانات الأفلام السويدية (السويدية)
- كيسي روجرز على موقع إن إن دي بي (الإنجليزية)
- كيسي روجرز على موقع قاعدة بيانات الفيلم (الإنجليزية)
- كيسي روجرز على موقع كينوبويسك (الروسية)

- كيسي روجرز في إنترنت موفي داتابيز